# Boldiaceae
Famille
Les Boldiaceae sont une famille d'algues rouges de l'ordre des Compsopogonales, dont le genre type Boldia a été trouvé dans les eux douces de, New River , Virginie (États-Unis).

## Étymologie
Le nom vient du genre type Boldia, donné en hommage au phycologue américain Harold C. Bold.

## Liste des genres
Selon BioLib (24 décembre 2021), ITIS (24 décembre 2021), NCBI (24 décembre 2021) et World Register of Marine Species (24 décembre 2021) :
- Boldia Herndon, 1964